# أعناب (قوريغل)
أعناب (بالفارسية: اعناب) هي منطقة سكنية تقع في إيران في قسم قوريغل الريفي. يقدر عدد سكانها بـ 438 نسمة .